# Tataee
Tataee, pseudonimo di Vlad Irimia (Sebeș, 17 ottobre 1976), è un rapper rumeno.
Fa parte del gruppo Rap B.U.G. Mafia

## Con i B.U.G. Mafia

### Storia
I membri si conoscono nel 1993 e registrano la loro prima canzone nei primi mesi del 1994. Il gruppo pubblicò l'album Mafia alla fine del 1995 e permise alla band di firmare per la Cat Music. Negli anni a venire, pubblicheranno vari album, Născut şi crescut în Pantelimon (1996), IV: Deasupra tuturor (1997) e De Cartier (1998), quest'ultimo è l'album dei B.U.G. Mafia più venduto in assoluto. Nel 2000 pubblicano 2 album, După blocuri e Întotdeauna pentru totdeauna e nel 2003 esce Băieţii Buni. Il gruppo pubblica il loro ottavo album solo nel 2011, ovvero Înapoi În Viitor.

## Discografia

### Album in studio
- Mafia - 1995
- Născut şi crescut în Pantelimon - 1996
- IV: Deasupra tuturor - 1997
- De Cartier - 1998
- După blocuri - 2000
- Întotdeauna pentru totdeauna - 2000
- Băieţii Buni - 2003
- Înapoi În Viitor - 2011

### Extended Plays
- Înc-o zi, înc-o poveste - 1996

### Compilations
- B.U.G. Mafia prezintă CASA - 2002

### Greatest Hits Albums
- Viaţa noastră Vol.1 (Our Life Vol. 1) - 2006
- Viaţa noastră Vol.2 (Our Life Vol. 2) - 2009
- Viaţa noastră (Deluxe Edition) (Our Life Deluxe Edition) - 2009

| Controllo di autorità | Europeana agent/base/119364 |